# دمیرجی (گول‌آغاچ)
دمیرجی (به ترکی استانبولی: Demirci) یک منطقهٔ مسکونی در ترکیه است که در گول‌آغاچ واقع شده‌است.